# Théâtre national palestinien
Le Théâtre national palestinien (en arabe,  المسرح الوطني الفلسطيني, Al-Misraḥ al-Waṭanī al-Falasṭīnī) est un théâtre possédé par des Palestiniens dans la banlieue de la Colonie américaine à Jérusalem, près de la Maison d'Orient. Le théâtre travaille à encourager activement et promouvoir les activités artistiques et culturelles palestiniennes et collabore avec le Ministère de la culture palestinien, plusieurs organisations des Nations unies, et une large gamme d’ONG locales et internationales.

## Histoire
Le Théâtre national palestinien a été fondé en 1984 par la compagnie théâtrale El-Hakawati et son directeur François Abou Salem.
Un an plus tard, la gestion du centre est transférée à un conseil d'administration composé d’artistes, d’écrivains, et de notabilités palestiniennes.

## Quelques productions
- Antigone de Sophocle, mise en scène d'Adel Hakim, représentations au Théâtre des Quartiers d'Ivry